# حمد العدواني (لاعب)
حمد العدواني هو رياضي بارالمبي كويتي مشارك في منافسات وسباقات السرعة من الفئة T53.
بداء حمد في دورة الألعاب البارالمبية الصيفية عام 2000 حيث حصل على الميدالية البرونزية في سباق 100 متر، ولكن لم يحالفه الحظ بالفوز بسباقي 200 متر و400. كان الافضل في عام 2004 حينها فاز بالميدالية الذهبية في سباق 400 متر وايضاً الميدالية الفضية في سباقي 100 متر و200 متر. بعدها وفي احداث السياقات لعام 2008 لم يتوفق لذالك وخسرة الميداليات في جميع السباقات الثلاثة.